# Koaxial
Koaxial (gleichachsig) ist in der Geometrie die Bezeichnung für übereinstimmende Rotationsachsen dreidimensionaler Elemente. Ein Koaxialkabel besteht beispielsweise aus einem Mittelleiter und der umgebenden (koaxialen) Abschirmung. Ein Hubschrauber mit Koaxialrotor verwendet zwei Rotoren, die um dieselbe Achse rotieren. 
Die zweidimensionale Entsprechung lautet konzentrisch.